# Cornelia Sirch
Cornelia Sirch, née le 23 octobre 1966 à Erfurt, est une nageuse est-allemande. Spécialisée dans le dos, elle a été plusieurs fois championne de RDA et d'Europe, ainsi que championne du monde et championne olympique. Bien après la fin de sa carrière, il a été établi qu'elle avait été victime du dopage organisé en Allemagne de l'Est.

## Carrière
Comme tous les sportifs de haut niveau de l'ex-RDA, Cornelia Sirch commence sa carrière très jeune.

En 1982, âgée de moins de 16 ans, elle est ainsi championne de RDA du 200 mètres dos et vice-championne du 100 mètres dos pour la première fois. Elle est ensuite alignée au départ des championnats du monde qui se tiennent en 1982 à Guayaquil, en Équateur. Battant au passage le record du monde, elle remporte la finale du 200 mètres dos en 2 min 9 s 91, devançant la seconde de la course de plus de 5 secondes.
L'année suivante, en 1983, elle remporte à nouveau le titre de championne de RDA sur 200 mètres dos et de vice-championne sur 100 mètres dos. Aux championnats d'Europe de Rome, elle se classe aux mêmes places sur 100 mètres et 200 mètres dos qu'aux championnats de RDA. Elle est par ailleurs championne d'Europe des relais 4 × 100 mètres et 4 × 200 mètres nage libre. Il s'agit de l'année la plus prolifique en médailles pour elle.
Du fait du boycott des Jeux olympiques de Los Angeles par les pays du bloc de l'Est, Cornelia Sirch n'est pas en mesure de s'aligner au départ des épreuves olympiques en 1984. Cette année ne lui est pas très profitable puisque après deux titres en deux ans, elle obtient la médaille de bronze sur 200 mètres dos aux championnats de RDA.
Elle est par la suite à nouveau championne d'Europe du 200 mètres dos en 1985 à Sofia et en 1987 à Strasbourg et championne du monde en 1986 à Madrid. Sur 200 mètres 4 nages, elle est également vice-championne d'Europe à Sofia et championne d'Europe à Strasbourg.
Aux Jeux olympiques de Séoul, elle remporte deux médailles de bronze sur 100 mètres et 200 mètres dos. À chaque course, elle est devancée par la Hongroise Krisztina Egerszegi et par ses compatriotes Kristin Otto sur 100 mètres et Kathrin Zimmermann sur 200 mètres.
En RDA, elle a remporté la médaille d'or du 200 mètres dos en 1985, 1987 et 1988, ainsi que la médaille d'or du 100 mètres dos en 1986 et celle du 200 mètres 4 nages en 1987.
Après 1988, son nom n'apparaît dans aucun palmarès, qu'il soit national ou international.

## Palmarès

### Championnats d'Europe
- Championnats d'Europe 1983 à Rome (Italie) :
  -  Médaille d'or du 200 m dos ;
  -  Médaille d'or du relais 4 × 100 m nage libre ;
  -  Médaille d'or du relais 4 × 200 m nage libre ;
  -  Médaille d'argent du 100 m dos.
- Championnats d'Europe 1985 à Sofia (Bulgarie) :
  -  Médaille d'or du 200 m dos ;
  -  Médaille d'argent du 400 m 4 nages.
- Championnats d'Europe 1987 à Schiltigheim (France) :
  -  Médaille d'or du 200 m dos ;
  -  Médaille d'or du 200 m 4 nages.

## Dopage
En tant qu'athlète de haut niveau, Cornelia Sirch a souffert du dopage institutionnalisé en ex-RDA. Un de ses anciens collègues du club d'Erfurt, Torsten Karl, est décédé en 2003, à 40 ans, d'une tumeur au cerveau. Elle reconnaît avoir quelques problèmes de santé, mais également qu'aucun docteur ne lui en donne la raison.